# Progonomys cathalai
Progonomys cathalai is een fossiel knaagdier uit het geslacht Progonomys dat gevonden is in het Tortonien van Portugal, Spanje, Frankrijk, Griekenland en Turkije. Een Egyptisch knaagdier uit het Laat-Langhien is mogelijk ook P. cathalai. Dat is, na Antemus, het oudste bekende exemplaar van de Murinae. Populaties uit Moldavië, Israël, Algerije en uit andere locaties in Griekenland zijn ook tot P. cathalai gerekend, maar zijn in feite andere soorten. Door de tijd heen werd deze soort steeds groter, geleidelijk overlopend in zijn opvolger P. woelferi; morfologisch bleef het geslacht echter steeds relatief stabiel.
Progonomys cathalai · Progonomys minus · Progonomys sinensis · Progonomys woelferi · Progonomys chougrani (ongeldige naam)